# Parivrtta parsvakonasana

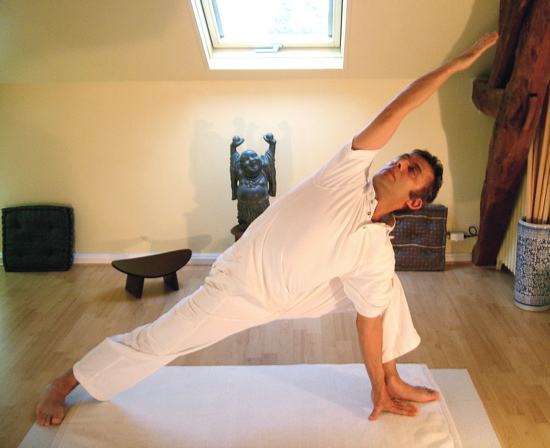
Omgekeerde Zijwaartse Hoek
Parivrtta Parsvakonasana

Parivrtta Parsvakonasana (Sanskriet voor omgekeerde zijwaartse hoekhouding) is een houding of asana.
| Sanskriet | vertaling                   |
| parivrtta | omdraaien, omkeren          |
| parsva    | zij, flank                  |
| kona      | hoek                        |
| asana     | houding (letterlijk: 'zit') |

## Beschrijving
De Gestrekte Driehoek is een staande houding, die begint in de houding van de Tadasana (De Berg): voeten naast elkaar en de rug in een rechte lijn. De handen staan in de heupen en de rechtervoet maakt een grote stap vooruit, met de tenen naar voren. De linkervoet draait iets naar buiten. Beide benen blijven wel in een rechte lijn. De spieren van de dijen trekken aan en de rechterdij wordt naar buiten gedrukt, zodat het midden van de knieschijf in lijn is met het midden van de rechterenkel. Hier wordt de uitademing ingezet en het lichaam draait naar rechts totdat er direct over het rechterbeen gekeken kan worden. Op dat punt komt de rechterhand op de grond en gaat de linkerhand in een wijzende richting schuin naar boven. De ogen zijn naar boven gericht.
De Omgekeerde Zijwaartse Hoek is een houding met die in combinatie met de Trikonasana, ofwel Driehoek gebruikt kan worden. Een variatie is mogelijk door te beginnen met de Utthita Tadasana (Ster met vijf Punten). Met het verloop en einde van de asana kan ook gevarieerd worden.